# Библиотека Музеја Републике Српске
Библиотека Музеја Републике Српске је позајмна библиотека која се налази у саставу Музеја Републике Српске у Бања Луци, Република Српска, БиХ. Налази се на адреси Ђуре Даничића бр. 1.

## Музеј Републике Српске
Музеј је основан 26. септембра 1930. под називом Музеј Врбаске бановине. До 1982. године музеј је неколико пута мењао назив и простор. Године 1992. дотадашњи Музеј Босанске Крајине преименован је у Музеј Републике Српске. Данас је смештен у објекту Дома радничке солидарности и располаже са 3. 700 м2 властитог простора.

## Библиотека
У склопу Музеја Републике Српске налази се и Библиотека Музеја Републике Српске која располаже са више од 14.300 књига.
Библиотека као и музеј су отворени за јавност, школској омладини, студентима и научним истраживачима. Књиге, стручна литература као и архивска грађа представљају неопходан извор литературе за изучавање прошлости.